# Poffabro
Poffabro (Pofàvri in friulano standard e in friulano occidentale) è una frazione del comune di Frisanco (PN). Sorge a 525 metri di altitudine in Val Colvera, nelle prealpi carniche.

## Origini del nome
Prafabrorum, prato dei fabbri è menzionato in una sentenza del 1339, un documento del 1357 riporta notizie sulla decima di Pratum Fabri che il signore di Maniago lasciò in eredità al figlio, nel 1810 con il decreto napoleonico diventa frazione di Frisanco. Nel 1976 il terremoto di maggio lascia grandi ferite in paese.

## Storia
In età romana passava la strada che da Julia Concordia si inoltrava nelle Alpi.
Il borgo è famoso per la sua architettura rurale, con le tipiche case in pietra dai ballatoi in legno, tanto da essere considerato uno dei cento borghi più belli d'Italia.
Nel 1653 la  chiesa di San Nicolò diventa parrocchia, distaccandosi dalla  pieve di San Mauro di Maniago.

## Monumenti e luoghi d'interesse

### Architetture religiose
Chiesa
Simbolo della innegabile fede del territorio, espressa anche dalla sua imponenza rispetto a quella degli altri edifici, la fisionomia dell'attuale chiesa si definì già nel XIX secolo, anche se fu spesso soggetta a restauri e rifacimenti, dovuti ai frequenti terremoti, puntualmente riportati nei registri parrocchiali.

Santuario della Beata Vergine della Salute
Eretto nel 1873 a Pian delle Merie in forme neoclassiche.
Capitelli votivi
Diversi sono i capitelli votivi sparsi sul territorio, esigenza devozionale, legata a episodi singolari.

### Architetture civili
Secondo il pittore Armando Pizzinato, il paese è l'esempio di architettura spontanea più fantasiosa e razionale delle Prealpi. La bellezza del borgo risiede nell'assenza di palazzi e nella semplicità di pilastri, scale, ballatoi e archi in sasso in armonia con la natura.

## Economia
Produzione di oggetti in legno e vimini, gli scarpets sorta di pantofole in velluto.         Da non perdere nel periodo natalizio la visita agli originali presepi preparati per le festività in tutto il paese.

## Galleria d'immagini

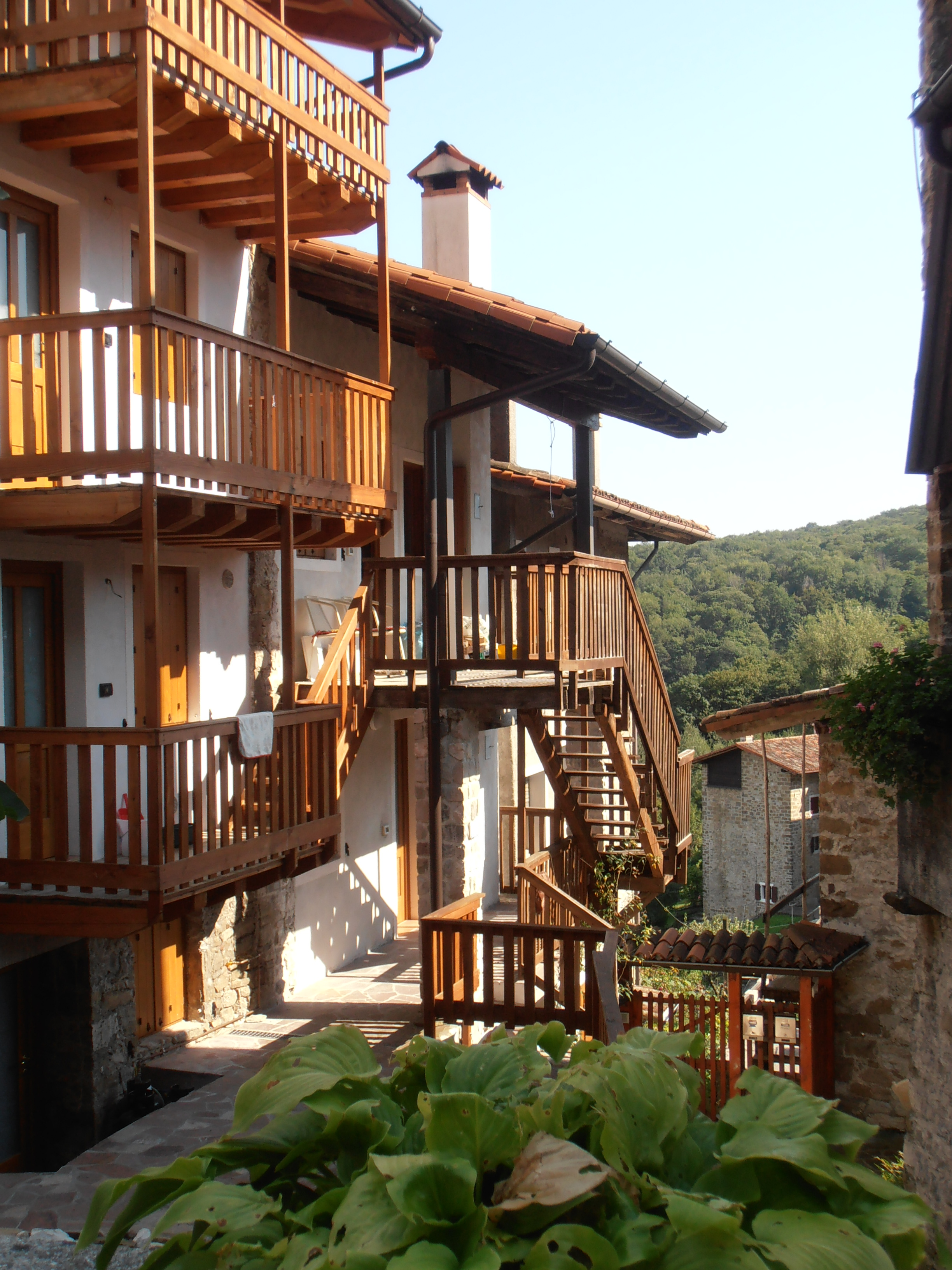
Ballatoi
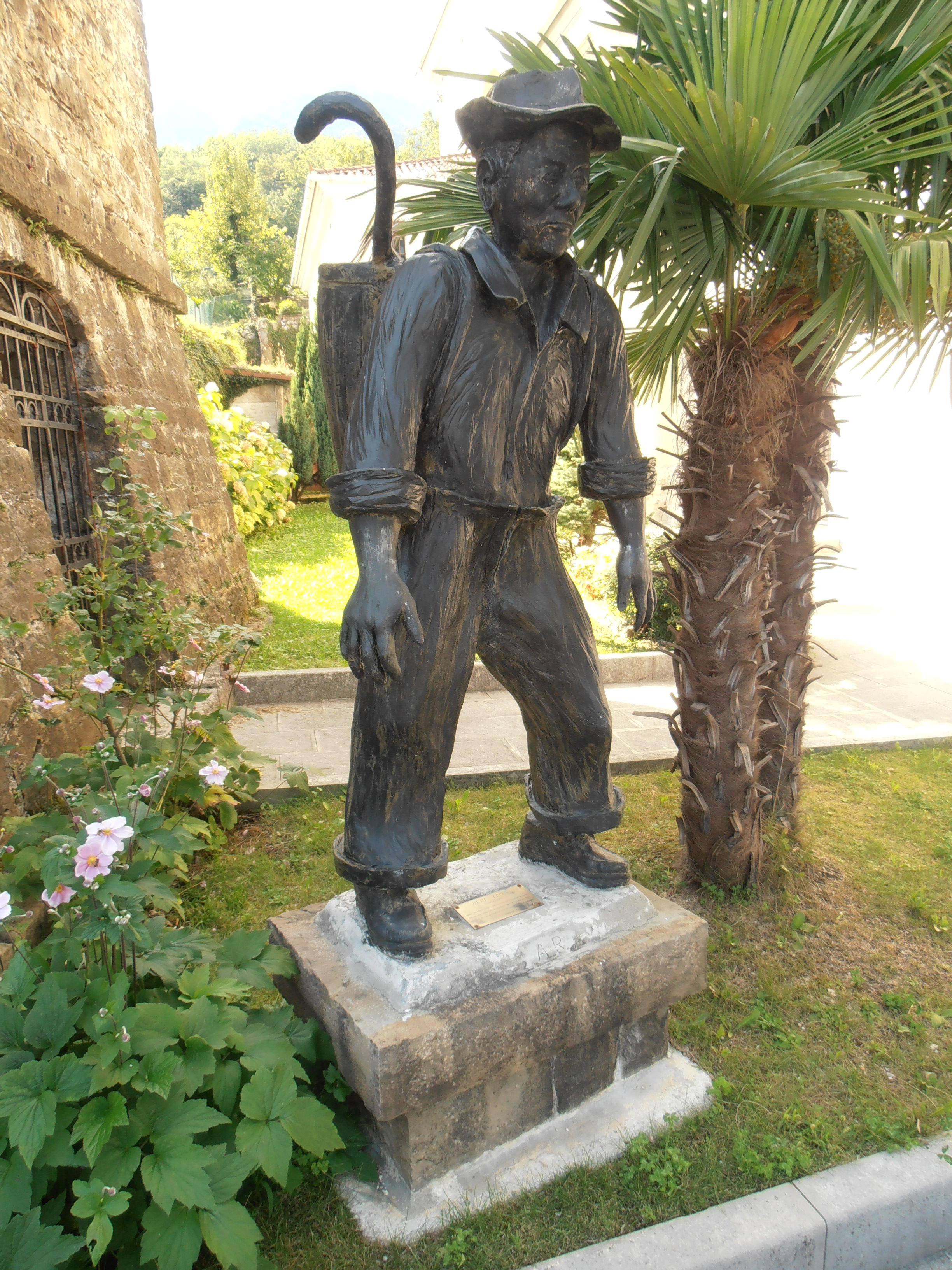
Statua al campanaro Bepi Titin
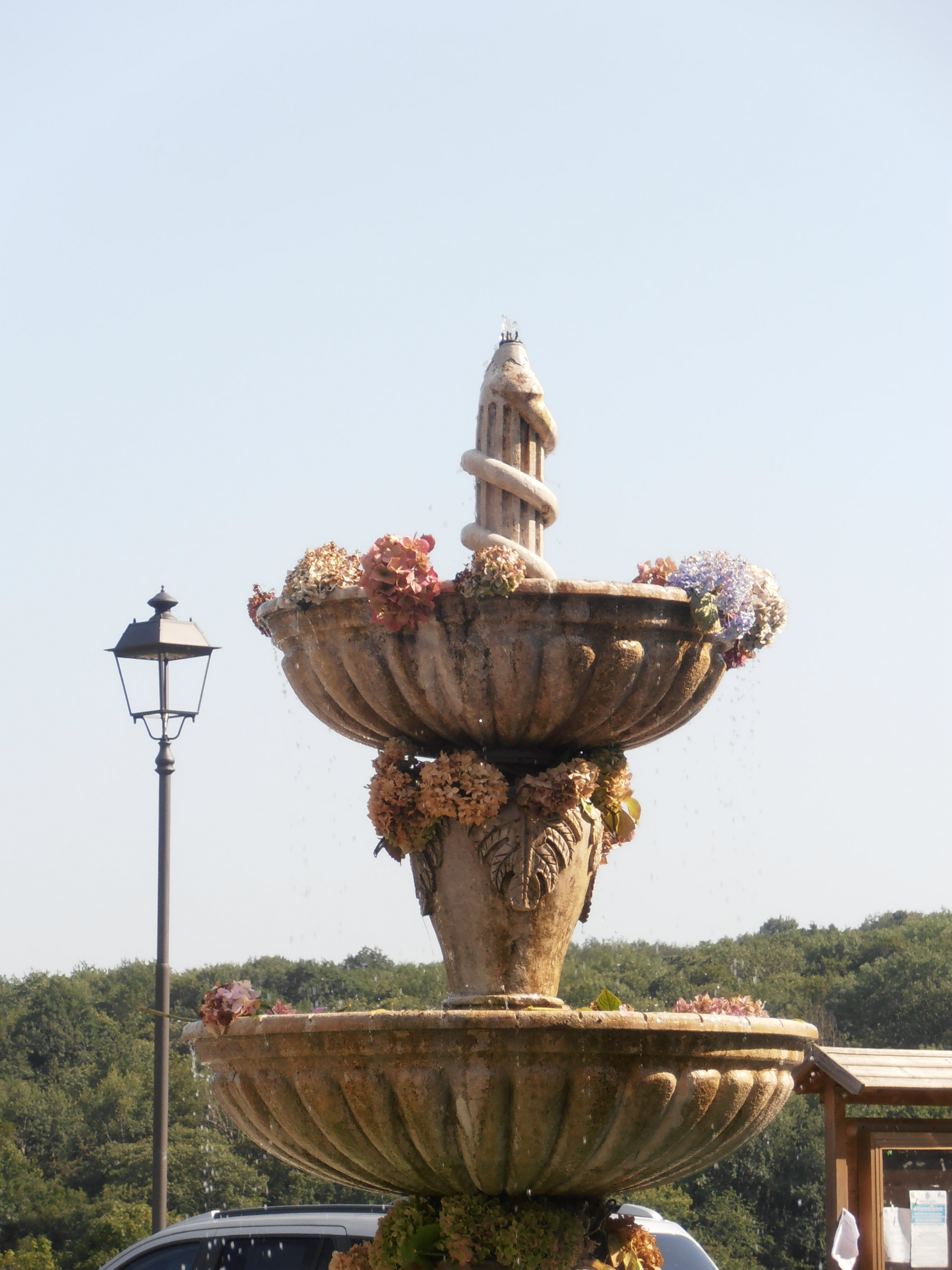
Fontana